# Special Forces (videojuego)
Special Forces (Fuerzas Especiales) es un videojuego  desarrollado por Sleepless Knights y publicado por MicroProse en 1991 para Amiga, Atari ST y PC DOS. En el videojuego, un equipo de agentes de las fuerzas especiales infiltra territorio enemigo con la finalidad de completar objetivos varios. Special Forces es una secuela de Airborne Ranger.

## Jugabilidad
Special Forces permite que el jugador seleccione un equipo de cuatro agentes entre ocho agentes disponibles. En la siguiente fase el jugador seleccionará  en uno de las cuatro zonas disponibles (zona templada, zona ártica, desierto y jungla), cada una de ellas con la variante de jugar en modo diurno o nocturno. Es entonces cuando el jugador es informado de los requisitos de la misión y de sus objetivos. Las mismas varían desde misiones de rescate de rehenes y  destrucción de objetos hasta misiones de reconocimiento. El jugador debe planear cada misión meticulosamente ya que el mismo no controla las acciones de los agentes directamente, sino que lo hace por intermedio de órdenes.
El videojuego presenta una perspectiva top-down de una parte del área de cada misión, pudiendo dividir la pantalla hasta en cuatro partes iguales para así seguir las acciones de cada agente. También está disponible un mapa estratégico del campo de batalla que muestra la  ubicación de los agentes enemigos.